# Copidozoum tenuirostre
Copidozoum tenuirostre är en mossdjursart som först beskrevs av Walter Douglas Hincks 1880.  Copidozoum tenuirostre ingår i släktet Copidozoum och familjen Calloporidae. Inga underarter finns listade i Catalogue of Life.